# Лен (административная единица)

Лены Швеции

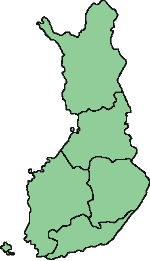
Ляни Финляндии

Лен (швед. län — лен, фин. lääni — ляни) — единица административно-территориального деления Швеции. До 2010 года на лены (ляани) делилась и Финляндия. До 1660 года лены существовали также и в Дании, но после были реорганизованы в амты. Близкие по значению слова — губерния, округ.
У каждого лена есть собственное правление (länsstyrelse), которое назначается правительством Швеции и является его представителем, а также представителем парламента — риксдага. Задачей правления лена является координация местного управления в соответствии с политикой правительства и риксдага, вместе с тем принимая во внимание локальные особенности и требования. Ляани управлялся правительством, во главе которого стоит назначаемый президентом страны губернатор.
Кроме того, у каждого лена есть орган местного самоуправления, избираемый населением лена — ландстинг (landsting). Одной из главных задач ландстинга является обеспечение социального и медицинского обслуживания в лене.
Каждый лен состоит из муниципалитетов или коммун (kommun), которых в Швеции насчитывается 290. Ляани делились на провинции, которых в Финляндии насчитывается 20.

## История
Разделение Швеции и входившей в её состав Финляндии на лены было введено в 1634 по инициативе графа Акселя Оксеншерна с целью модернизации системы управления. Деление на лены заменило собой разделение на провинции. В результате поражения в войне против России 1808—1809 и по условиям заключённого в 1809 Фридрихсгамского мирного соглашения Швеция была вынуждена передать России свои восточные территории — нынешнюю Финляндию и Аландские острова. Вместе с этим претерпело сильные изменения разделение Швеции на лены, но сама модель сохранилась до сих пор.

### Административное деление Финляндии
До административной реформы 1997 года делилась на 12 ляни, сохранившихся с проведённой в 1831 году Николаем I реформы. К 2005 году их насчитывалось 6. В 2010 году ляни в Финляндии были ликвидированы и вместо них созданы области.